# George E. Stone
George E. Stone (* 18. Mai 1903 in Łódź, Polen als Gerschon Lichtenstein; † 26. Mai 1967 in Los Angeles, Kalifornien, USA) war ein polnisch-amerikanischer Schauspieler.

## Leben und Karriere
Im Alter von zehn Jahren wanderte Stone mit seiner Familie in die Vereinigten Staaten aus, wo sie in New Jersey lebten. Der schmächtige, dunkelhaarige Charakterdarsteller gab sein Filmdebüt 1927 in dem oscarprämierten Stummfilmdrama Das Glück in der Mansarde von Frank Borzage. Zwar blieb er hierfür ohne Nennung im Abspann, doch dieser und weitere Auftritte etablierten zum Ende der 1920er-Jahre ihn als gefragten Nebendarsteller. Mit Anbruch des Tonfilms in dieser Zeit kam auch seine auffällige nasale Stimme zum Zuge. Stones Rollentypus festigte sich auf dem Verkörpern zwielichtiger oder krimineller Gestalten mit oftmals illustren Namen und phrasenhaften Sprüchen. Einen seiner bekanntesten Auftritte hatte er als treuer Handlanger von Edward G. Robinsons Titelfigur im Gangsterklassiker Der kleine Cäsar (1931). Daneben spielte er in den 1930er-Jahren auch in erfolgreichen Filmen außerhalb des Gangstergenres, so war er etwa im Busby-Berkeley-Musicalfilm Die 42. Straße sowie im oscarprämierten Western Pioniere des wilden Westens zu sehen.
Die Jahre 1929 bis 1936, welche die erste Blütezeit des amerikanischen Gangsterfilms umfassten, gelten als die erfolgreichsten Karrierejahre von Stone. Mitte der 1930er-Jahre versuchte er mit Magazinartikeln und einer für ihn untypischen Rolle als Spanier im Abenteuerfilm Ein rastloses Leben dem zunehmend erdrückenden Typecasting als Gangster zu entgehen. Dennoch rutschte er im weiteren Verlauf der 1930er-Jahre immer mehr in die B-Film-Schiene ab. In der Kriminalkomödie The Housekeeper’s Daughter hatte er 1939 eine markante Nebenrolle als selbstmitleidiger Mörder. Während des Zweiten Weltkrieges war er in mehreren in Propagandafilmen zu sehen, in denen er häufig ausländische Gegenspieler der Amerikaner verkörperte, beispielsweise einmal als japanischer Kaiser Hirohito. Von 1941 bis 1948 spielte er in der B-Movie-Krimireihe Boston Blackie die Rolle von Runt, dem loyalen Begleiter des Detektivs und Ex-Häftlings Boston Blackie.
In den 1950er-Jahren war Stone zunehmend wieder in hochkarätigen Filmproduktionen zu sehen, wobei die meisten seiner Filmrollen nunmehr eher klein waren und leicht selbstparodistische Züge trugen. 1955 pokerte er in einer Nebenrolle in Otto Premingers Filmdrama Der Mann mit dem goldenen Arm (1955) mit Frank Sinatras Hauptfigur und spielte neben Marlon Brando in Joseph L. Mankiewicz’ Schwere Jungs – leichte Mädchen, einem Musicalfilm im Gangstermilieu, den „Society Max“. 1959 besetzte ihn Billy Wilder in seinem Filmklassiker Manche mögen’s heiß als nervösen Polizeispitzel „Zahnstocher-Charlie“, der beim Valentinstags-Massaker hingerichtet wird. In den letzten Jahren seiner Filmkarriere war Stone fast erblindet, sodass er nur noch mit Unterstützung durch Freunde und Familie Schauspielauftritte absolvieren konnte. In dieser Zeit erhielt er auch noch einige Rollen im neuen Medium Fernsehen. Von 1958 bis 1962 hatte er eine wiederkehrende, im Sitzen gespielte Rolle als Gerichtsdiener in 46 Folgen der Anwaltsserie Perry Mason. Im Jahr 1962 beendete er seine Karriere als Schauspieler nach etwa 180 Film- und Fernsehauftritten.
1937 heiratete er Ida Pleet, die Ehe wurde nur ein Jahr später geschieden. Seine zweite Ehe mit Marjorie Ramey zwischen 1946 und 1948 wurde ebenfalls geschieden. Er verstarb 1967 im Alter von 64 Jahren an einem Herzinfarkt. Der Schriftsteller Damon Runyon war ein guter Freund von ihm, und Stone wurde oft bescheinigt, wie aus den Kurzgeschichten von Runyon entsprungene Figuren (runyonesque) verkörpert zu haben. An George E. Stone erinnert seit 1960 ein Stern auf dem Hollywood Walk of Fame.

## Filmografie (Auswahl)
- 1927: Das Glück in der Mansarde (Seventh Heaven)
- 1928: Walking Back
- 1928: Die Bankräuber von New York (Tenderloin)
- 1928: The Racket
- 1929: Weary River
- 1930: Under a Texas Moon
- 1931: Der kleine Cäsar (Little Caesar)
- 1931: Pioniere des wilden Westens (Cimarron)
- 1931: The Front Page
- 1931: Juwelenraub in Hollywood (The Stolen Jools) (Kurzfilm)
- 1931: Spätausgabe (Five Star Final)
- 1931: Taxi!
- 1932: The Woman from Monte Carlo
- 1932: The Last Mile
- 1933: The Vampire Bat
- 1933: Die 42. Straße (42nd Street)
- 1934: Schrei der Gehetzten (Viva Villa!)
- 1935: Frisco Kid
- 1936: Ein rastloses Leben (Anthony Adverse)
- 1936: Wem gehört die Stadt? (Bullets or Ballots)
- 1938: Vier Leichen auf Abwegen (A Slight Case of Murder)
- 1938: Mr. Moto und der Wettbetrug (Mr. Moto’s Gamble)
- 1938: Du und ich (You and Me)
- 1938: Submarine Patrol
- 1939: Nenn mich Hilda (The Housekeeper’s Daughter)
- 1940: I Take This Woman
- 1940: Die scharlachroten Reiter (North West Mounted Police)
- 1941: Das Gesicht hinter der Maske (The Face Behind the Mask)
- 1941–1948: Boston-Blackie-Filmreihe (12 Filme)
- 1942: The Devil with Hitler (Kurzfilm)
- 1943: Don’t Be a Sucker (Kurzfilm)
- 1946: Shock
- 1946: Der Todesreifen (Suspense)
- 1947: Daisy Kenyon
- 1947: Das Wunder von Manhattan (Miracle on 34th Street) (Mitwirkung im Trailer)
- 1949: Dancing in the Dark
- 1952: A Girl in Every Port
- 1953: Götter ohne Maske (Tonight We Sing)
- 1953: Polizei greift ein (Pickup on South Street)
- 1953: Das Gewand (The Robe)
- 1954: Ausgeräuchert (The Miami Story)
- 1954: Die gebrochene Lanze (Broken Lance)
- 1954: Die Welt gehört der Frau (Woman’s World)
- 1955: Pantherkatze (New York Confidential)
- 1955: Schwere Jungs – leichte Mädchen (Guys and Dolls)
- 1955: Der Mann mit dem goldenen Arm (The Man with the Golden Arm)
- 1955/1956: Superman – Retter in der Not (Adventures of Superman, Serie, 2 Folgen)
- 1956: Alfred Hitchcock präsentiert (Alfred Hitchcock Presents, Serie, Folge 1x15)
- 1956: Der Eroberer (The Conqueror)
- 1956: Straße des Verbrechens (Slightly Scarlet)
- 1957: Calypso-Fieber (Calypso Heat Wave)
- 1957: So enden sie alle (Baby Face Nelson)
- 1957: The Story of Mankind
- 1957: The Tijuana Story
- 1958: Dezernat M (M Squad, Serie, Folge 1x15)
- 1958: Verdammt sind sie alle (Some Came Running)
- 1958–1962: Perry Mason (Serie, 46 Folgen)
- 1959: Erinnerung einer Nacht (Night of the Quarter Moon)
- 1959: Ein Schuß und 50 Tote (Alias Jesse James)
- 1959: Manche mögen’s heiß (Some Like It Hot)
- 1960: Anruf genügt – komme ins Haus (Bells Are Ringing)
- 1960: Frankie und seine Spießgesellen (Ocean’s 11)
- 1961: Twilight Zone (The Twilight Zone, Serie, Folge 3x13)
- 1961: Die unteren Zehntausend (Pocketful of Miracles)
- 1962: Die Unbestechlichen (The Untouchables, Serie, Folge 3x24)
- 1963: 77 Sunset Strip (Fernsehserie, 2 Folgen)